# Peter Bevan-Baker
Peter Bevan-Baker (né le 3 juin 1962 à Aberdeen, en Écosse) est un homme politique canadien, membre du Parti vert de l'Île-du-Prince-Édouard dont il est le chef de 2012 à 2023.
Auparavant, il a été candidat pour le Parti vert de l'Ontario et le Parti Vert du Canada. Il a été dentiste, écrivain, musicien et conférencier,.

## Biographie
Né en 1962 en Écosse, il obtient un bachelor en chirurgie dentaire à l'Université de Glasgow. Il immigre au Canada en 1985 et s'établit d'abord à Lewisporte (Terre-Neuve-et-Labrador) puis à Brockville (Ontario) avant de s'établir à l'Île-du-Prince-Édouard en 2003. En 1992, il obtient la nationalité canadienne.

### Carrière politique
Il rejoint le Parti vert du Canada en 1992 et est candidat dans Leeds—Grenville lors des élections fédérales de 1993 (1,05%) et de 1997 (2,27 %). Lors des élections Ontariennes de 1995 il représente le Parti vert de l'Ontario dans Leeds—Grenville et obtient 2.69 %.
En 1997, la plateforme des verts préconisait l'établissement d'un indice de progrès véritable (GPI) pour remplacer le produit intérieur brut (PIB) en tant que mesure standard pour évaluer les progrès nationaux. Cet indice prenait en compte la santé et le bien-être des personnes, des communautés et des écosystèmes. Bien qu'il ait été battu, Bevan-Baker a conclu une alliance avec le député libéral Joe Jordan pour rédiger le projet de loi C-268 sur le bien-être du Canada, qui incorporait bon nombre des principes fondamentaux du GPI. Le projet de loi a été adopté en première lecture le 14 février 2001, mais n'a pas été sanctionné ni mis en application par la suite[réf. souhaitée].
En 2008 et en 2011, il défend à nouveau les couleurs du Parti vert du Canada mais sur l'Île-du-Prince-Edouard, dans la circonscription de Malpeque, obtenant 6,86 % puis 3,87 %. L'année suivante il prend la tête d'un rassemblement d’insulaires contre un projet connu sous le nom de « Plan B », qui visait à rediriger une partie de la route transcanadienne à travers une partie de l'ancienne forêt acadienne[réf. souhaitée]. C'est aussi en 2012 qu'il est élu chef du Parti vert de l'Île-du-Prince-Édouard. 
Lors de l'élection provinciale du lundi 4 mai 2015, il remporte le siège de Kellys Cross-Cumberland à l'Assemblée législative. Il devient le troisième député d'un parti vert élu dans une assemblée provinciale au Canada, après Andrew J. Weaver lors de l'élection britanno-colombienne du mardi 14 mai 2013 et David Coon lors de l'élection néo-brunswickoise du lundi 22 septembre 2014.